# Naboo
Naboo – fikcyjna planeta w uniwersum Gwiezdnych wojen.

## Charakterystyka
Znacznie oddalona od centrum galaktyki rodzinna planeta senator Padmé Amidali, która została jej królową w wieku 14 lat. Naboo to planeta słabo zaludniona, posiadająca niewielkie siły zbrojne, których trzon to pewna liczba słabo wyposażonych kosmicznych myśliwców, ochotnicza straż wyposażona w krótką broń ręczną, dysponująca niewielką liczbą nieopancerzonych pojazdów wsparcia. Pomimo wielkich walorów przyrodniczych i kulturowych (mieszkańcy Naboo słynęli z wyrobu wspaniałych ornamentów i pięknych konstrukcji z kamienia, metalu i tworzyw sztucznych, czego przykładem są choćby ich statki kosmiczne), Naboo stała się areną krwawych bitew z wojskami Federacji Handlowej, kierowanej przez Sithów.
Tereny podwodne Naboo zajęte są przez Gunganów, rasę oddychającą w wodzie, żyjącą w środowisku wodnym i bagiennym, posiadającą rozbudowane podwodne miasta (siedzibą „szefa” Gunganów – Big Boss Nassa – jest miasto Otoh Gunga) i pojazdy typowe dla swego środowiska. Gunganie jako druga rasa zamieszkująca planetę, przed konfliktem o Naboo żyli w separacji od pozostałych mieszkańców Naboo, potem zrozumieli swoje trudne położenie i połączyli się w sojuszu z królową Amidalą, by wspólnie podjąć walkę z najeźdźcą (Federacja Handlowa). Walka zakończyła się sukcesem, dzięki czemu na Naboo zapanował pokój i pojednanie obu ras (Epizod I Nowej Trylogii – Gwiezdne Wojny: Mroczne Widmo), skutkujące później wybraniem Gunganina Jar Jar Binksa na zastępcę senator Amidali w galaktycznym senacie.
Naboo pojawia się na krótko pod koniec Epizodu VI- Powrotu Jedi – gdy pokazywanych jest kilka planet cieszących się z pokonania Imperium Galaktycznego.
Dzień na planecie trwa 26 standardowych godzin, rok trwa 312 lokalnych dni.

## Wygląd
Naboo jest planetą gęsto porośniętą roślinnością. Występują liczne wodospady. Do atrakcji stolicy należy pałac królewski w Theed.
Zdjęcia do filmów kręcone były m.in.:

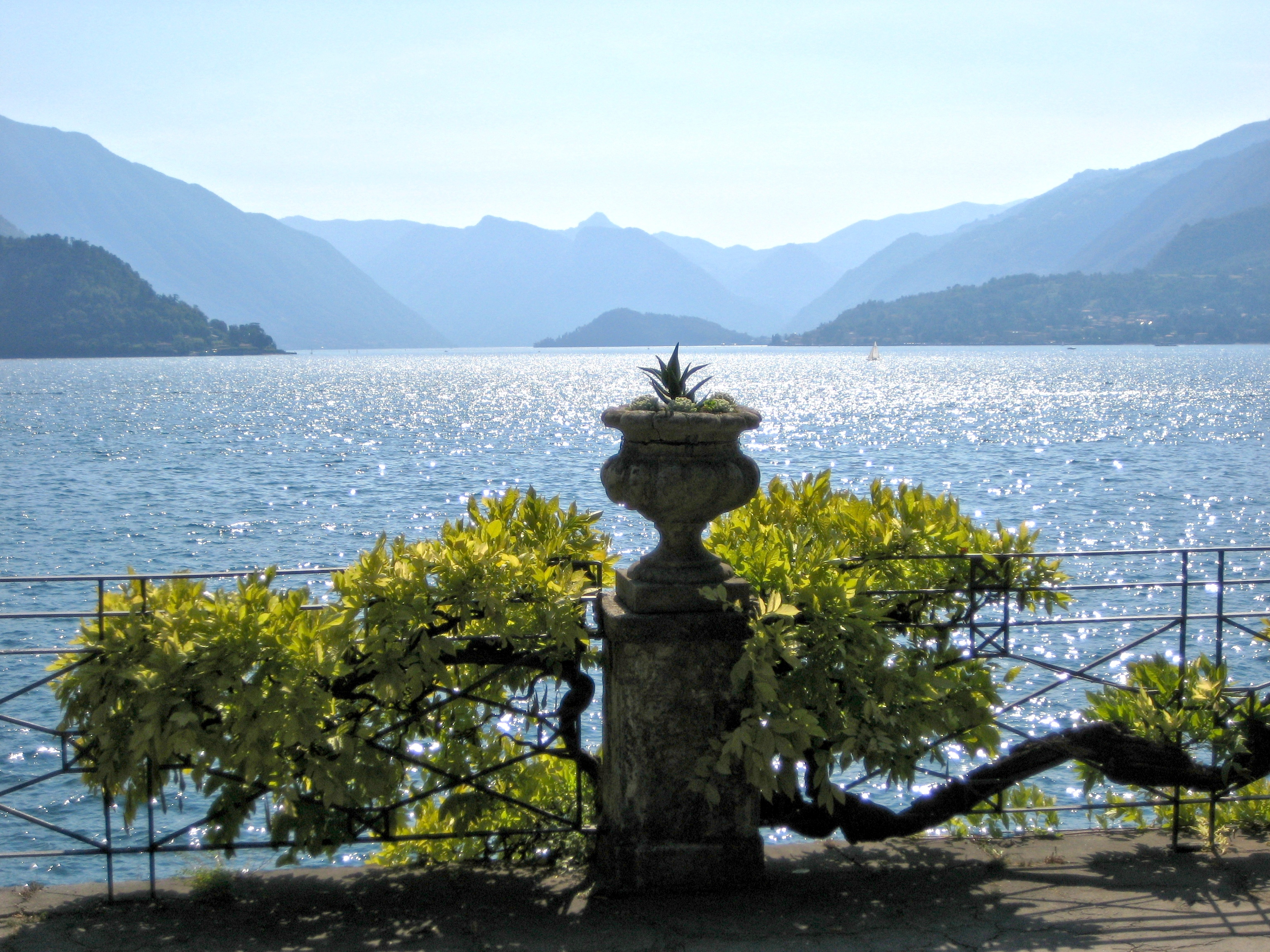
Jezioro Como (sceny na balkonie pałacu)
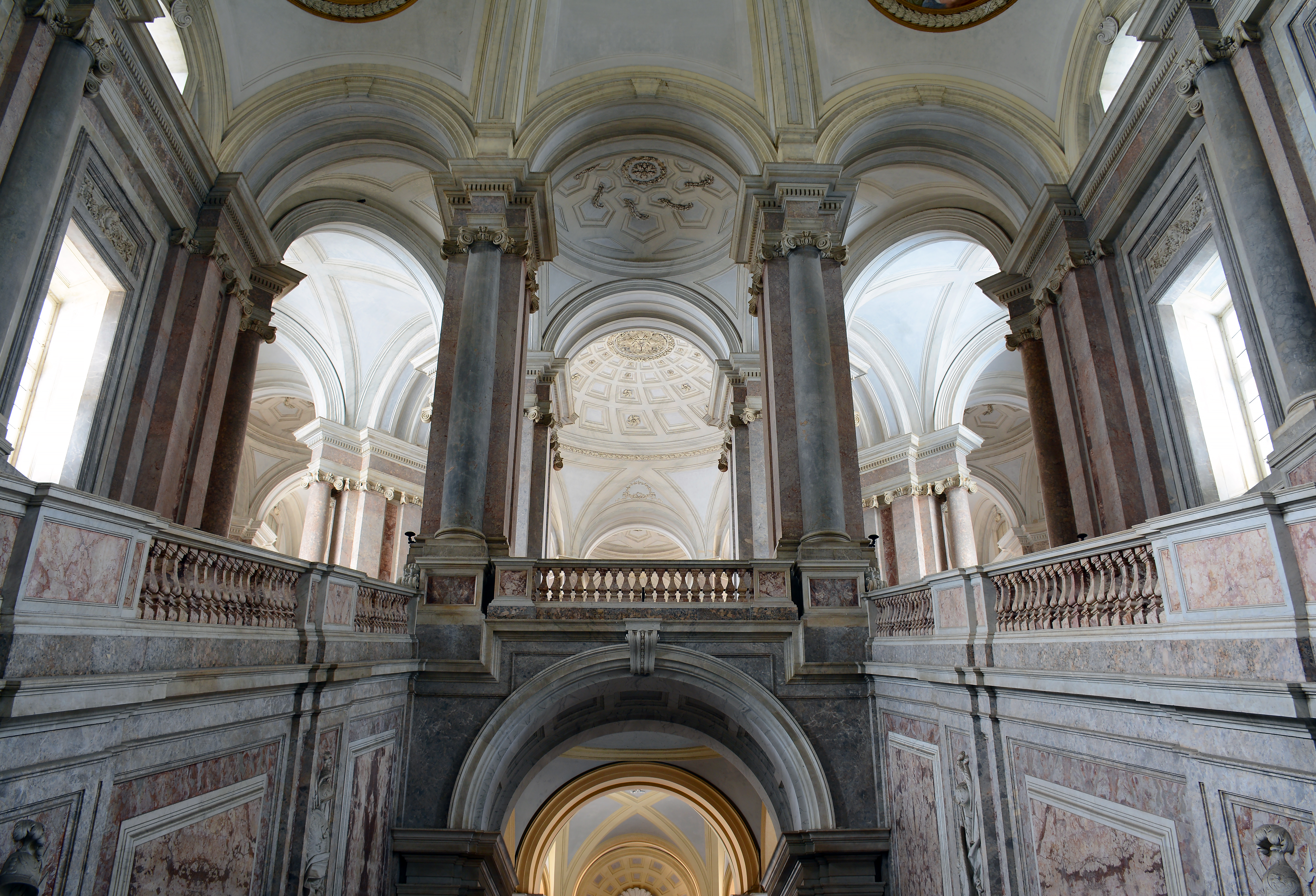
Pałac Królewski w Casercie (wnętrza pałacu)

## Władze
W czasach, o których opowiadają Gwiezdne wojny, planetą Naboo rządziła elekcyjna królowa Padmé Amidala, następczyni suwerena, króla Veruny. Amidala po dwóch kadencjach objęła urząd senatora w senacie galaktycznym, który w końcu – skorumpowany ponad miarę i w większości opanowany przez popleczników Palpatine’a – został rozwiązany. Na tronie Naboo Amidalę zastąpiła królowa Jamilla, która podobnie jak Amidala wierzyła mocno w demokrację i nad rozwiązania siłowe przedkładała pokojowe negocjacje.